# Amsterdam University Press

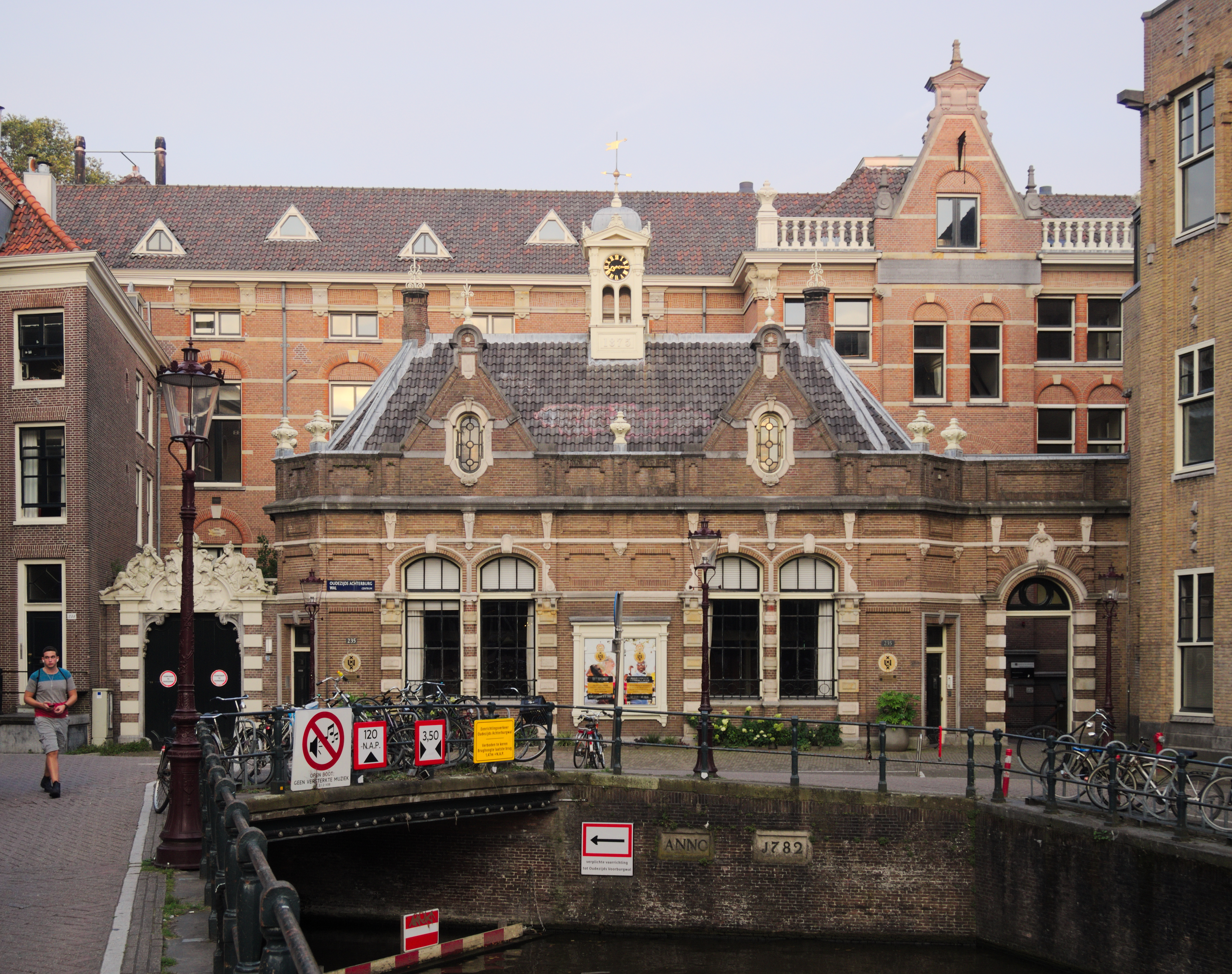
La sede dell'Università di Amsterdam

La Amsterdam University Press (AUP) è una casa editrice fondata nel 1992 dall'Università di Amsterdam.

## Descrizione
Fondata sul modello editoriale delle university press anglosassoni, la AUP è una casa editrice accademica che agisce sul mercato come organizzazione no-profit. Le pubblicazioni sono soprattutto in lingua inglese e olandese.
La sua sede è ad Amsterdam, al civico 221 del canale Herengracht.

## Politiche editoriali
Le pubblicazioni della AUP sono rivolte al mondo accademico, agli studi secondari, alla divulgazione scientifica.
La AUP assoggetta le proposte di pubblicazioni a una procedura di revisione paritaria, che prevede anche la nomina di revisori esterni all'organizzazione: sulla base delle recensioni, redatte in conformità alle linee guida dettate dalla casa editrice (‘AUP Review Form’), la decisione sulla pubblicazione spetta infine al consiglio editoriale appositamente convocato.

### Linee editoriali
Le discipline di interesse sono quelle dell'area umanistica e delle scienze sociali (linguistica e letteratura, archeologia, management, cultural studies, cinema e mass-media, arte e storia dell'arte, musica e teatro).
Al 2011, il volume di pubblicazioni delle sue collane editoriali aveva superato i 1400 titoli.

## Editoria digitale
La AUP fa uso di tecnologie digitali per la creazione e diffusione delle proprie pubblicazioni, cura riviste scientifiche concepite per il web e sostiene il movimento dell'accesso aperto.
Un numero sempre crescente di edizioni è disponibile in formato eBook o attraverso un servizio di stampa su richiesta (print on demand).

### Iniziative
Dal 2005, la Amsterdam University Press ha dato avvio all'Amsterdam Academic Archive (AAA), un'iniziativa editoriale finalizzata alla ristampa di pubblicazioni scientifiche giudicate importanti ma andate esaurite: ciascun titolo riceverà anche un'edizione digitale, accessibile dall'archivio web della casa editrice.
Al 2011, inoltre, la AUP ha reso disponibili le sue prime cinquanta pubblicazioni in inglese attraverso il Google books.